# Rodheim (Hungen)
Rodheim ist nach Einwohnerzahl der der zweitkleinste Stadtteil von Hungen im mittelhessischen Landkreis Gießen.

## Geografische Lage
Rodheim liegt südöstlich von Hungen. Südlich und westlich am Ort vorbei verläuft die Bundesstraße 457. Am Ortsrand trifft die Landesstraße 3188 auf die B 457.

## Geschichte
Schon zur Keltenzeit siedelten hier Menschen.

### Ortsgeschichte
Der Ortsname leitet sich vermutlich von umfangreichen Rodungen in diesem Bereich ab. In der Namenforschung werden die Namen der benachbarten Orte Rodheim und das später ausgegangene +Feldheim als „Gegensatzbildung“ gesehen.
Die älteste schriftliche Erwähnung von Rodheim findet sich in einer Urkunde des Jahres 778. Darin schenkt der iroschottische Abt Beatus von Honau dem Kloster Honau acht Eigenkirchen in Mainz, Wieseck und sechs Orten der Wetterau. Dort heißt es „... sextem ecclesiam quae est in Rhodaheim et septimam quae est Hornufa“. Übersetzt: Eine sechste Kirche in Rodheim und eine siebte, die ist Hornufa (heute Hof Grass). Trotz des inhaltlichen Gegensatzes zwischen iroschottische Mission und katholischer Kirche gibt es zur gleichen Zeit in Rodheim und seiner Mark Schenkungen an das Kloster Fulda.
Zwischen 780 und 817 wurde die Rodheimer Mark, Rodoheimeremarca, erstmals in einer Urkunde im Codex Eberhardi erwähnt. „Rutheri tradidit deo et sancto Bonifatio in Wetereiba in Rodoheimeremarca in villa Suabileheim predia et familiam cum substantia.“ (deutsch: Ruther schenkt Gott und dem heiligen Bonifatius in der Wetterau in der Rodheimer Mark und in Grund-Schwalheim Besitz und Familien mit allem Zubehör.)
Der Tradent Ruther ist ebenso in Dauernheim nachweisbar. 
Die Datierung erfolgt nach der Amtszeit der beiden Äbte Baugulf von Fulda (780–817) und Ratgar (802–817), des zweiten und dritten Abtes des Klosters Fulda. 
1252 wird ein „Adolphus de Rodeheim“ (Adolf von Rodheim) erwähnt.
1352 heißt es: „vz vnseme hobe zv Radeheim“ (aus unserem Hof zu Rodheim).
Von etwa 1255 bis 1835 war Rodheim Gerichtsort. 
Die Nachkommen des Balthasar von Schrautenbach hatten den Wald Glaubzahl als landgräfliches Lehen erhalten. Davon überließen sie nach dem Niddaer Salbuch von 1537 achtzig Morgen Land zum Roden den Rodheimer Einwohnern für vier Gulden jährlich. Darüber beschwerten sich wiederum die Einwohner von Borsdorf.
Die Statistisch-topographisch-historische Beschreibung des Großherzogthums Hessen berichtet 1830 über Rodheim:

„Rodheim (L. Bez. Nidda) evangel. Pfarrdorf; liegt an einem Nebenarm der Horloff 1 1⁄2 St. von Nidda, hat 61 Häuser und 333 Einwohner, die außer 1 Katholiken evangelisch sind, so wie eine Kirche, mehrere Höfe und Mühlen, Jährlich wird ein Markt gehalten. – Hier war im 14. Jahrhundert eine Pfarrkirche, zu welcher die Kapellen in Grassa (Grasser Hof), Langd, Steinheim und die mit einem Pleban versehene Kirche zu Heuchelheim gehörten.“

Der Räuber Conrad Anschuh, eigentlich Unschick, stammte aus Rodheim. Er war ein Mitglied der Wetterauer Bande. Sein Vater war der übel beleumundete Viehhirte und Tagelöhner Conrad Unschick.
Hessische Gebietsreform (1970–1977)
Am 31. Dezember 1971 erfolgte im Zuge der Gebietsreform in Hessen die freiwillige Eingliederung der bis dahin selbständige Gemeinde Rodheim in die nächstgelegene Kleinstadt Hungen. Für Rodheim wurde, wie für alle Stadtteile, ein Ortsbezirk eingerichtet.

### Kirchengeschichte
Die Evangelische Kirche Rodheim steht auf einer Erhebung. In ihr befindet sich ein Taufstein aus dem 11. Jahrhundert.
Die Reformation erfolgte schon früh in Rodheim. Die ersten Pfarrer waren:
- Johannes Ulichius bis 1542, der dann in Gießen Pfarrer wurde,
- Sebastian Lesch um 1548,
- Johannes Porsius (1592–1636)[14]

Während der Reformation wurde auch eine Schule eingeführt.

### Schulgeschichte
Conrad Kornmesser wurde am 26. Februar 1669 in Ober-Widdersheim geboren und studierte in Gießen. 1689/1690 war er Schulmeister in Trebur, dann in Rodheim. 58 Jahre lebte er als Schulmeister in Berstadt. Diese Stelle teilte er sich 17 Jahre mit seinem zweitjüngsten Sohn Christian Moritz Kornmesser, der die Tochter des Begründers der Buderus-Werke, Johann Wilhelm Buderus, heiratete.

### Verwaltungsgeschichte im Überblick
Die folgende Liste zeigt die Staaten und Verwaltungseinheiten, denen Rodheim angehört(e):
- vor 1450: Heiliges Römisches Reich, Grafschaft Nidda, Amt Nidda
- 1450–1495: Heiliges Römisches Reich, Erbstreit zwischen der Landgrafschaft Hessen und den Grafen von Hohenlohe
- ab 1450: Heiliges Römisches Reich, Landgrafschaft Hessen, Amt Nidda[18]
- ab 1567: Heiliges Römisches Reich, Landgrafschaft Hessen-Marburg, Amt Nidda, Gericht Rodheim[19]
- 1604–1648: Heiliges Römisches Reich, strittig zwischen Landgrafschaft Hessen-Darmstadt und Landgrafschaft Hessen-Kassel (Hessenkrieg)
- ab 1604: Heiliges Römisches Reich, Landgrafschaft Hessen-Darmstadt, Amt Nidda, Gericht Rodheim[20]
- 1787: Heiliges Römisches Reich, Landgrafschaft Hessen-Darmstadt, Oberfürstentum Hessen, Amt Nidda und Lißberg, Gericht Rodheim[21]
- ab 1806: Großherzogtum Hessen,[Anm. 2] Fürstentum Oberhessen, Amt Nidda[22][23]
- ab 1815: Großherzogtum Hessen, Provinz Oberhessen, Amt Nidda[24]
- ab 1821: Großherzogtum Hessen, Provinz Oberhessen, Landratsbezirk Nidda[25][Anm. 3]
- ab 1832: Großherzogtum Hessen, Provinz Oberhessen, Kreis Nidda
- ab 1848: Großherzogtum Hessen, Regierungsbezirk Nidda
- ab 1852: Großherzogtum Hessen, Provinz Oberhessen, Kreis Nidda
- ab 1852: Großherzogtum Hessen, Provinz Oberhessen, Kreis Nidda
- ab 1867: Norddeutscher Bund, Großherzogtum Hessen, Provinz Oberhessen, Kreis Nidda
- ab 1871: Deutsches Reich, Großherzogtum Hessen, Provinz Oberhessen, Kreis Nidda
- ab 1874: Deutsches Reich, Großherzogtum Hessen, Provinz Oberhessen, Kreis Gießen
- ab 1918: Deutsches Reich, Volksstaat Hessen, Provinz Oberhessen, Kreis Gießen
- ab 1938: Deutsches Reich, Volksstaat Hessen, Landkreis Gießen[26][Anm. 4]
- ab 1945: Deutsches Reich, Amerikanische Besatzungszone,[Anm. 5] Groß-Hessen, Regierungsbezirk Darmstadt, Landkreis Gießen
- ab 1946: Deutsches Reich, Amerikanische Besatzungszone, Hessen, Regierungsbezirk Darmstadt, Landkreis Gießen
- ab 1949: Bundesrepublik Deutschland, Hessen, Regierungsbezirk Darmstadt, Kreis Gießen
- ab 1972: Bundesrepublik Deutschland, Hessen, Regierungsbezirk Darmstadt, Landkreis Gießen, Stadt Hungen
- ab 1977: Bundesrepublik Deutschland, Hessen, Regierungsbezirk Darmstadt, Lahn-Dill-Kreis, Stadt Hungen
- ab 1979: Bundesrepublik Deutschland, Hessen, Regierungsbezirk Darmstadt, Landkreis Gießen, Stadt Hungen
- ab 1981: Bundesrepublik Deutschland, Hessen, Regierungsbezirk Gießen, Landkreis Gießen, Stadt Hungen

## Bevölkerung

### Einwohnerstruktur 2011
Nach den Erhebungen des Zensus 2011 lebten am Stichtag dem 9. Mai 2011 in Rodheim 393 Einwohner. Darunter waren 3 (0,7 %) Ausländer. Nach dem Lebensalter waren 51 Einwohner unter 18 Jahren, 174 zwischen 18 und 49, 81 zwischen 50 und 64 und 84 Einwohner waren älter. Die Einwohner lebten in 183 Haushalten. Davon waren 63 Singlehaushalte, 45 Paare ohne Kinder und 54 Paare mit Kindern, sowie 21 Alleinerziehende und 3 Wohngemeinschaften. In 36 Haushalten lebten ausschließlich Senioren und in 117 Haushaltungen lebten keine Senioren.

### Einwohnerentwicklung
| • 1577: | 32 Hausgesesse                                              |
| • 1630: | 6 zweispännige, 7 einspännige Ackerleite, 17 Einläuftige    |
| • 1742: | 24 Untertanen, 10 Junge Mannschaften, keine Beisassen/Juden |
| • 1791: | 232 Einwohner                                               |
| • 1800: | 225 Einwohner                                               |
| • 1806: | 243 Einwohner, 27 Häuser                                    |
| • 1829: | 333 Einwohner, 61 Häuser                                    |
| • 1867: | 329 Einwohner, 62 bewohnte Gebäude                          |
| • 1875: | 326 Einwohner, 62 bewohnte Gebäude                          |

| Rodheim: Einwohnerzahlen von 1791 bis 2020 | Rodheim: Einwohnerzahlen von 1791 bis 2020 | Rodheim: Einwohnerzahlen von 1791 bis 2020 | Rodheim: Einwohnerzahlen von 1791 bis 2020 | Rodheim: Einwohnerzahlen von 1791 bis 2020 |
| --- | ------------------------------------------ | ------------------------------------------ | ------------------------------------------ | ------------------------------------------ |
| Jahr |                                            |                                            |                                            | Einwohner                                  |
| 1791 | 1791                                       |                                            | 232                                        | 232                                        |
| 1800 | 1800                                       |                                            | 225                                        | 225                                        |
| 1806 | 1806                                       |                                            | 243                                        | 243                                        |
| 1829 | 1829                                       |                                            | 333                                        | 333                                        |
| 1834 | 1834                                       |                                            | 326                                        | 326                                        |
| 1840 | 1840                                       |                                            | 342                                        | 342                                        |
| 1846 | 1846                                       |                                            | 357                                        | 357                                        |
| 1852 | 1852                                       |                                            | 325                                        | 325                                        |
| 1858 | 1858                                       |                                            | 331                                        | 331                                        |
| 1864 | 1864                                       |                                            | 350                                        | 350                                        |
| 1871 | 1871                                       |                                            | 337                                        | 337                                        |
| 1875 | 1875                                       |                                            | 326                                        | 326                                        |
| 1885 | 1885                                       |                                            | 340                                        | 340                                        |
| 1895 | 1895                                       |                                            | 326                                        | 326                                        |
| 1905 | 1905                                       |                                            | 330                                        | 330                                        |
| 1910 | 1910                                       |                                            | 363                                        | 363                                        |
| 1925 | 1925                                       |                                            | 375                                        | 375                                        |
| 1939 | 1939                                       |                                            | 334                                        | 334                                        |
| 1946 | 1946                                       |                                            | 506                                        | 506                                        |
| 1950 | 1950                                       |                                            | 517                                        | 517                                        |
| 1956 | 1956                                       |                                            | 437                                        | 437                                        |
| 1961 | 1961                                       |                                            | 425                                        | 425                                        |
| 1967 | 1967                                       |                                            | 412                                        | 412                                        |
| 1971 | 1971                                       |                                            | 421                                        | 421                                        |
| 1987 | 1987                                       |                                            | 368                                        | 368                                        |
| 1991 | 1991                                       |                                            | 400                                        | 400                                        |
| 2000 | 2000                                       |                                            | 403                                        | 403                                        |
| 2005 | 2005                                       |                                            | 440                                        | 440                                        |
| 2011 | 2011                                       |                                            | 393                                        | 393                                        |
| 2015 | 2015                                       |                                            | 391                                        | 391                                        |
| 2020 | 2020                                       |                                            | 431                                        | 431                                        |
| Datenquelle: Historisches Gemeindeverzeichnis für Hessen: Die Bevölkerung der Gemeinden 1834 bis 1967. Wiesbaden: Hessisches Statistisches Landesamt, 1968. Weitere Quellen: ; nach 1970 Stadt Hungen; Zensus 2011 |                                            |                                            |                                            |                                            |

### Historische Religionszugehörigkeit
| • 1829: | 332 evangelische, 1 römisch-katholischer Einwohner |
| • 1961: | 372 evangelische, 51 römisch-katholische Einwohner |

### Historische Erwerbstätigkeit
| • 1961: | Erwerbspersonen: 93 Land- und Forstwirtschaft, 104 Prod. Gewerbe, 13 Handel, Verkehr und Nachrichtenübermittlung, 24 Dienstleistung und Sonstiges. |

## Politik
Für den Stadtteil Rodheim besteht ein Ortsbezirk (Gebiete der ehemaligen Gemeinde Rodheim) mit Ortsbeirat und Ortsvorsteher nach der Hessischen Gemeindeordnung.
Der Ortsbeirat besteht aus fünf Mitgliedern. Bei den Kommunalwahlen in Hessen 2021 betrug die Wahlbeteiligung zum Ortsbeirat 54,68 %. Dabei wurden gewählt: Je ein Mitglied der SPD, der „Bürgerliste Pro Hungen“ (ProH) und der „Freien Wähler Hungen“ (FW), sowie zwei Mitglieder der CDU. Der Ortsbeirat wählte Norbert Marsfelde (CDU) zum Ortsvorsteher.

## Vereine
- Die Tischfußballabteilung des VfB Rodheim/Horloff spielt momentan in der 1. Deutschen Tischfußball-Liga (Senioren)
- Freiwillige Feuerwehr Rodheim/Horloff
- Landfrauenverein Rodheim/Steinheim/Rabertshausen

## Persönlichkeiten
- Karl Weber (1864–1929), hessischer Forstmeister und Abgeordneter der 2. Kammer der Landstände des Großherzogtums Hessen